# Кузнецов, Иван Алексеевич (партийный деятель)
Кузнецо́в Ива́н Алексе́евич (1897—1983) — советский партийный деятель, депутат Верховного Совета СССР II созыва. Первый секретарь Читинского обкома ВКП(б) (1939—1948). Входил в состав особой тройки НКВД СССР.

## Биография
Родился в селе Тертеж Енисейской губернии, в семье крестьянина. Участник Первой мировой войны. В мае 1918 года вступил в Красную гвардию Красноярска, был помощником комиссара отряда. Член РКП(б) с 1918 года.
Во время колчаковщины находился на подпольной работе в Омске. Подпольная кличка — Илья. В марте 1919 года по решению Сибирского областного подпольного комитета РКП(б) был направлен на подпольную работу в Восточное Прибайкалье; с апреля 1919 года по февраль 1920 года являлся членом и председателем Прибайкальского подпольного комитета РКП(б), начальником Верхнеудинского военно-революционного штаба по подготовке вооруженного восстания против белогвардейцев и интервентов.
После освобождения Верхнеудинска работал заместителем председателя Забайкальского комитета РКП(б). В августе 1920 года по решению Дальбюро ЦК РКП(б) был направлен на занятую семёновскими отрядами территорию для организации партизанского движения.
После освобождения Читы с октября 1920 года по сентябрь 1921 года работал заведующим отделом Забайкальского губкома РКП(б). В 1924 году окончил Коммунистический университет имени Свердлова.
В 1937—1938 гг. и. о. 1-го секретаря Мордовского обкома ВКП(б). В 1938—1940 гг. 1-й секретарь Мордовского обкома ВКП(б). Этот период отмечен вхождением в состав особой тройки, созданной по приказу НКВД СССР от 30.07.1937 № 00447 и активным участием в сталинских репрессиях.
В 1939—1952 гг. член Центральной Ревизионной Комиссии ВКП(б). В 1939—1948 гг. 1-й секретарь Читинского обкома ВКП(б).
В 1948—1949 гг. слушатель Курсов переподготовки при ЦК ВКП(б). В 1949—1950 гг. 1-й заместитель начальника Управления руководящих кадров Министерства совхозов СССР. В 1950—1951 гг. инспектор ЦК ВКП(б).
С 1951 г. член коллегии Министерства совхозов СССР, в Министерстве заготовок СССР. С 1955 г. на пенсии.
Умер и похоронен в 1983 году в Москве.

## Награды и звания
- Орден Красного Знамени
- Почётный гражданин города Улан-Удэ

## Общественная деятельность
Делегат X, XI и XVIII съездов коммунистической партии. Избирался депутатом Верховного Совета СССР второго созыва.